# Faleyras
Faleyras é uma comuna francesa na região administrativa da Nova Aquitânia, no departamento da Gironda. Estende-se por uma área de 10,31 km². Em 2010 a comuna tinha 438 habitantes (densidade: 42,5 hab./km²).